# Thanatos

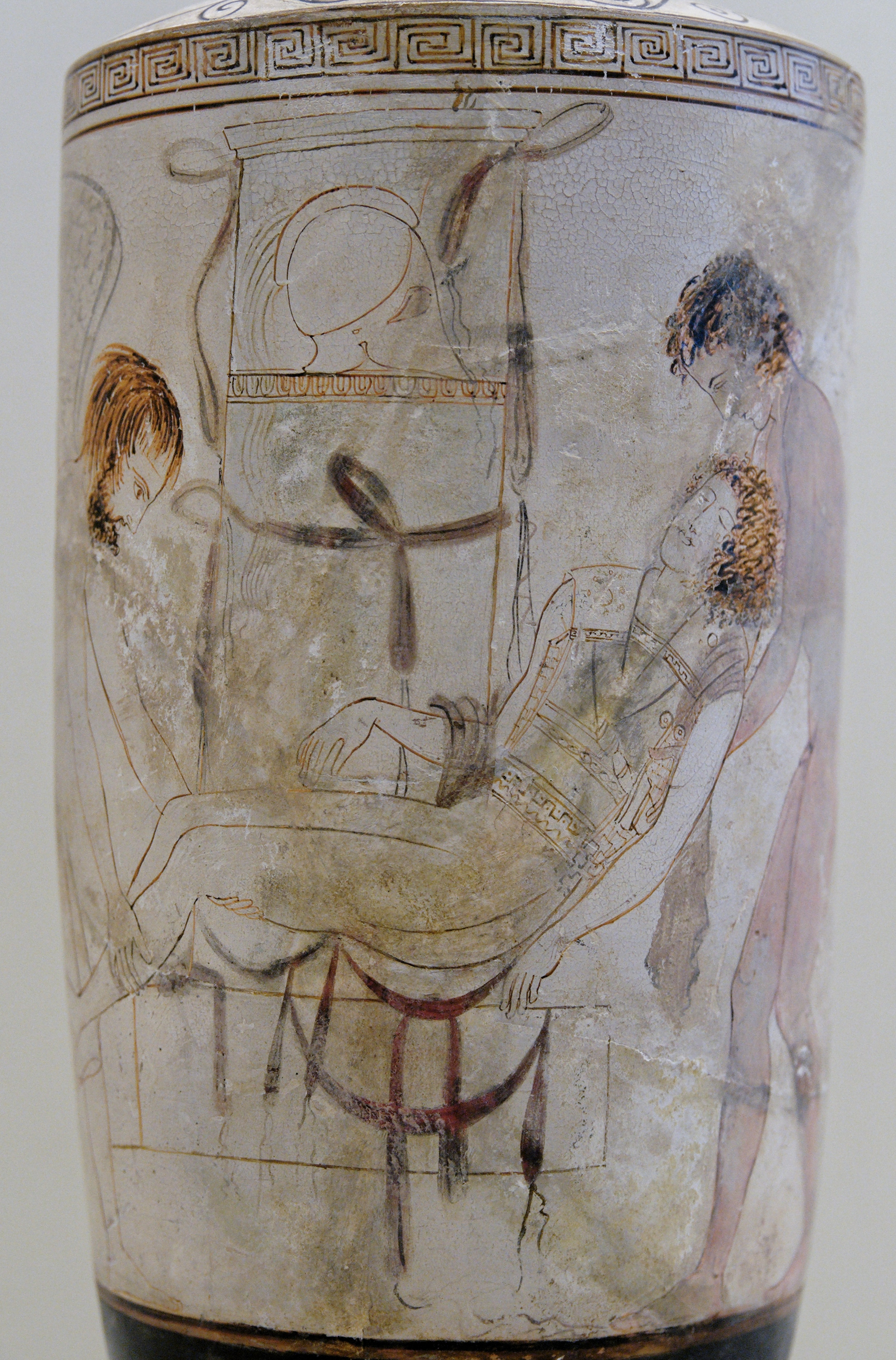
Thanatos a Hypnos

V řecké mytologii je Thanatos (θάνατος, 2. pád Thanata, latinsky Mors, česky Smrt) bůh smrti a sama smrt, syn bohyně noci Nykty. Je uváděn jako syn boha bezedné propasti věčné temnoty Tartara, podle jiných pramenů je jeho otcem Erebos. Jeho bratr-dvojče je bůh spánku Hypnos.
Thanatos bývá znázorňován jako mladý muž s černými křídly a zhaslou nebo skomírající pochodní. Přichází si pro smrtelníky, když vyprší jejich čas určený osudem, a odnáší je do podsvětí, kde je odevzdá Hádovi. Dvakrát se povedlo smrtelníkům na Thanata vyzrát. Jednou se Héraklés ukryl za hrobku, kde měla být pohřbena Alkéstis, a když si pro ni Thanatos přišel, v urputném zápase ho přemohl a vymohl si na něm slib, že vrátí Alkéstidě život. Podruhé Thanata oklamal Sísyfos, který dokonce osvobodil na přechodnou dobu lidstvo od břemene smrti.